# Coleophora viburniella
Coleophora viburniella — вид лускокрилих комах родини чохликових молей (Coleophoridae). Поширений на сході Північної Америки. Личинки живляться листям  Viburnum prunifolium та Viburnum cassinoides (два види калини).